# Mycobacterium ulcerans
Mycobacterium ulcerans este o specie de bacterie întâlnită în diferite medii acvatice. Bacteriile pot infecta oamenii și alte animale, provocând  răni deschise persistente, numite ulcerul Buruli. M. ulcerans este strâns înrudită cu Mycobacterium marinum, din care a evoluat acum aproape un milion de ani.

## Descriere
M. ulcerans este o bacterie cilindrică. Acestea apar violet („Gram-pozitive”) în colorația Gram și roșu aprins în colorația Ziehl–Neelsen. În mediile de laborator, M. ulcerans crește lent, formând mici colonii transparente după patru săptămâni. Pe măsură ce îmbătrânește, colonia dezvoltă un contur neregulat și o suprafață dură, galbenă.

## Taxonomie și evoluție
M. ulcerans este o specie de micobacterii din încrengătura Actinobacteria. În cadrul genului Mycobacterium, M. ulcerans este clasificată ca fiind o „micobacterie non-tuberculoasă” și o „micobacterie cu creștere lentă”.
M. ulcerans a evoluat probabil din Mycobacterium marinum, un patogen acvatic strâns înrudit, cu aproximativ un milion de ani în urmă. Cele două specii sunt genetic foarte similare și au gene ARN ribozomal 16s identice. Cu toate acestea, relativ la M. marinum, M. ulcerans a suferit o reducere a genomului substanțială, pierzând peste o mie de kilobaze de conținut genetic, între care aproape 1300 de gene (23% din totalul genelor M. marinum), și inactivare a încă 700 de gene. Unele dintre aceste gene au fost inactivate prin proliferarea a două elemente genetice mobile, numite „IS2404” (213 exemplare) și „IS2606” (91 de exemplare), care nu sunt prezente în M. marinum. În plus, M. ulcerans a dobândit o plasmidă de 174 kilobaze, numită „pMUM001”, care este implicată în producerea toxinei micolactonă. Alte micobacterii strâns înrudite produc micolactonă și infectează diferite animale acvatice. Acestea sunt uneori descrise ca specii distincte (M. pseudoshottsii, M. liflandii, M. shinshuense și, uneori, M. marinum) și uneori ca diferite linii ale M. ulcerans. În orice caz, toate micobacteriile producătoare de micolactonă au un strămoș comun diferit de M. marinum neproducătoare de micolactonă.